# Sophora masafuerana
Sophora masafuerana é uma espécie vegetal da família Fabaceae.
Apenas pode ser encontrada no Chile.
Está ameaçada por perda de habitat.